# Rue de l'Abbé-de-L'Épée (Paris)
Pour les articles homonymes, voir Rue de l'Abbé-de-L'Épée.
La rue de l'Abbé-de-L'Épée est une voie publique du quartier du Val-de-Grâce dans le 5e arrondissement de Paris.

## Situation et accès
Orientée globalement est-ouest, la rue de l'Abbé-de-L'Épée débute 48, rue Gay-Lussac, croise la rue Saint-Jacques et débouche au niveau du 1, rue Henri-Barbusse sur la place Louis-Marin. Elle est desservie à proximité par la gare du Luxembourg de la ligne B du RER.

## Origine du nom
Le nom attribué à cette voie en 1846 honore la mémoire de l'abbé Charles-Michel de L'Épée (1712-1789), fondateur de l'Institut national de jeunes sourds de Paris, celui-ci étant mitoyen de la rue.

## Historique
La rue de l'Abbé-de-L'Épée est constituée de deux parties. La première partie est ouverte en 1567 entre la rue Saint-Jacques et la rue d'Enfer (partie absorbée par le boulevard Saint-Michel dans les années 1860-1870). Elle est dénommée « ruelle Saint-Jacques-du-Haut-Pas », puis « ruelle du Cimetière-Saint-Jacques », en référence à l'église Saint-Jacques-du-Haut-Pas et du séminaire de Saint-Magloire, et est fermée la nuit. Elle prend ensuite le nom de « rue des Deux-Églises » car elle se trouvait entre l'église Saint-Jacques-du-Haut-Pas et l'église Saint-Magloire,. En 1846, elle est renommée « rue de l'Abbé-de-L'Épée ». 

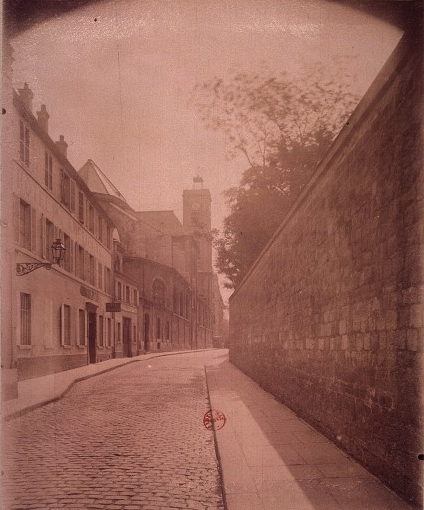
Vue de la rue et l'église Saint-Jacques-du-Haut-Pas en 1899, Eugène Atget.

En 1866 est déclaré d'utilité publique le percement d'une rue dans l'axe de la rue de l'Abbé-de-L'Épée entre le la rue de boulevard Saint-Michel et la rue de l'Ouest (actuelle rue d'Assas) ; en 1873, cette nouvelle voie est incorporée à la rue de l'Abbé-de-L'Épée, mais cette section est en 1885 renommée « rue Auguste-Comte ».
Le percement de la seconde partie, entre la rue Saint-Jacques et la rue Gay-Lussac, est déclaré d'utilité publique en 1880.
Un projet de prolongement de la fin du XIXe siècle de la rue de l'Abbé-de-l'Épée de la rue Gay-Lussac à la rue Censier ne fut que partiellement réalisé : rue Érasme, rue Pierre-Brossolette, rue Jean-Calvin et rue de Mirbel.
En 1867, le carrefour de la rue de l'Abbé-de-l'Épée avec la rue Henri-Barbusse et le côté impair du boulevard Saint-Michel est renommé « place Louis-Marin ».

## Bâtiments remarquables et lieux de mémoire
Dans cette rue furent trouvés en 1986 lors de fouilles deux dépôts monétaires du IIIe siècle apr. J.-C..
- No 3 : demeure du poète autrichien Rainer Maria Rilke en octobre 1902[9].
- No 12 : anciennement Maison des examens[10],[11]. Le bâtiment d'origine a disparu pour laisser place à une voie privée. À l'entrée, une plaque commémorative rappelle que durant la Libération de Paris, en août 1944, le « colonel Fabien » y a son quartier général.
- Angle de la place Louis-Marin et no 103, boulevard Saint-Michel : les Éditions Armand Colin en 1870[12]. Dans les caves nos 1 et 4 de cet immeuble furent retrouvées en 1975 des peintures gallo-romaines qui firent l'objet de restauration et de conservation[13]. Ces fragments appartiennent à trois décors distincts fin IIe siècle, début IIIe siècle de notre ère, comporte une représentation de dextrarum iunctio[14],[15]. Un panneau à caissons fut restauré et reconstitué[16] avec son décor de colonnes, guirlandes, feuillages et bandes[17].

Philippe Marquis nous apprend que : « L'ensemble des 2 000 m2 explorés lors de cette fouille, constituaient une réserve archéologique protégée par les jardins du couvent des Feuillantines, puis par les constructions de la Maison des examens. Ils ont permis de déceler des habitations avec des pièces exiguës faites de bois et torchis de la première moitié du Ier siècle auxquelles succédèrent des constructions de maçonnerie pourvues de pièces en sous-sol partiellement détruites au IIIe siècle. »
- À l'angle du no 254 de la rue Saint-Jacques et place Louis-Marin (accès condamné) : l'Institut national des jeunes sourds. Jean d'Ormesson, dans son ouvrage autobiographique Je dirai malgré tout que cette vie fut belle publié le 1er janvier 2016 aux éditions Gallimard rappelle que c'est là qu'on faisait passer les examens d'hypokhâgne et de khâgne lorsqu'il était au Lycée Henri IV, pour rentrer à l'école Normale Supérieure.

Enfin, le grand jour arriva, et nous nous retrouvâmes tous dans les salles gigantesques et sinistres de la rue de l'Abbé-de-L’Épée, ou de la bibliothèque Sainte-Geneviève, pour ces séances de tortures de six à huit heures, où, presque à pile ou face, se jouait notre destin. 
- À l'angle du no 252, rue Saint-Jacques : l'église Saint-Jacques-du-Haut-Pas. À l'arrière de l'église, dans la rue de l'Abbé-de-L'Épée, une plaque est apposée pour rappeler que le colonel Rol-Tanguy a tenu son PC de commandement non loin, lors de la libération de Paris.
- Helmut Newton et sa femme June y ont habité de 1977 à 1981[20].

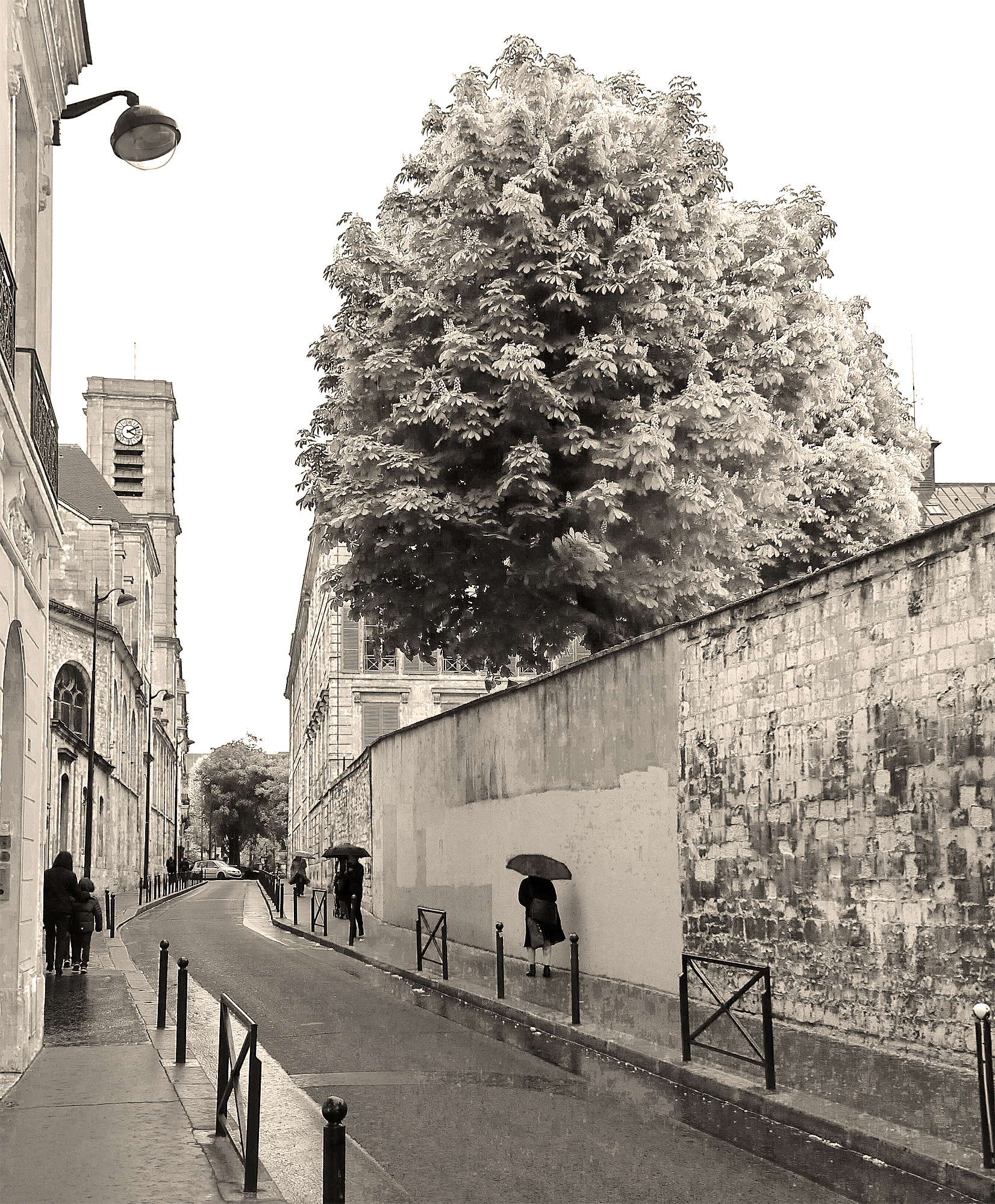
Vue de la partie basse de la rue, depuis le boulevard Saint-Michel, en 2014.
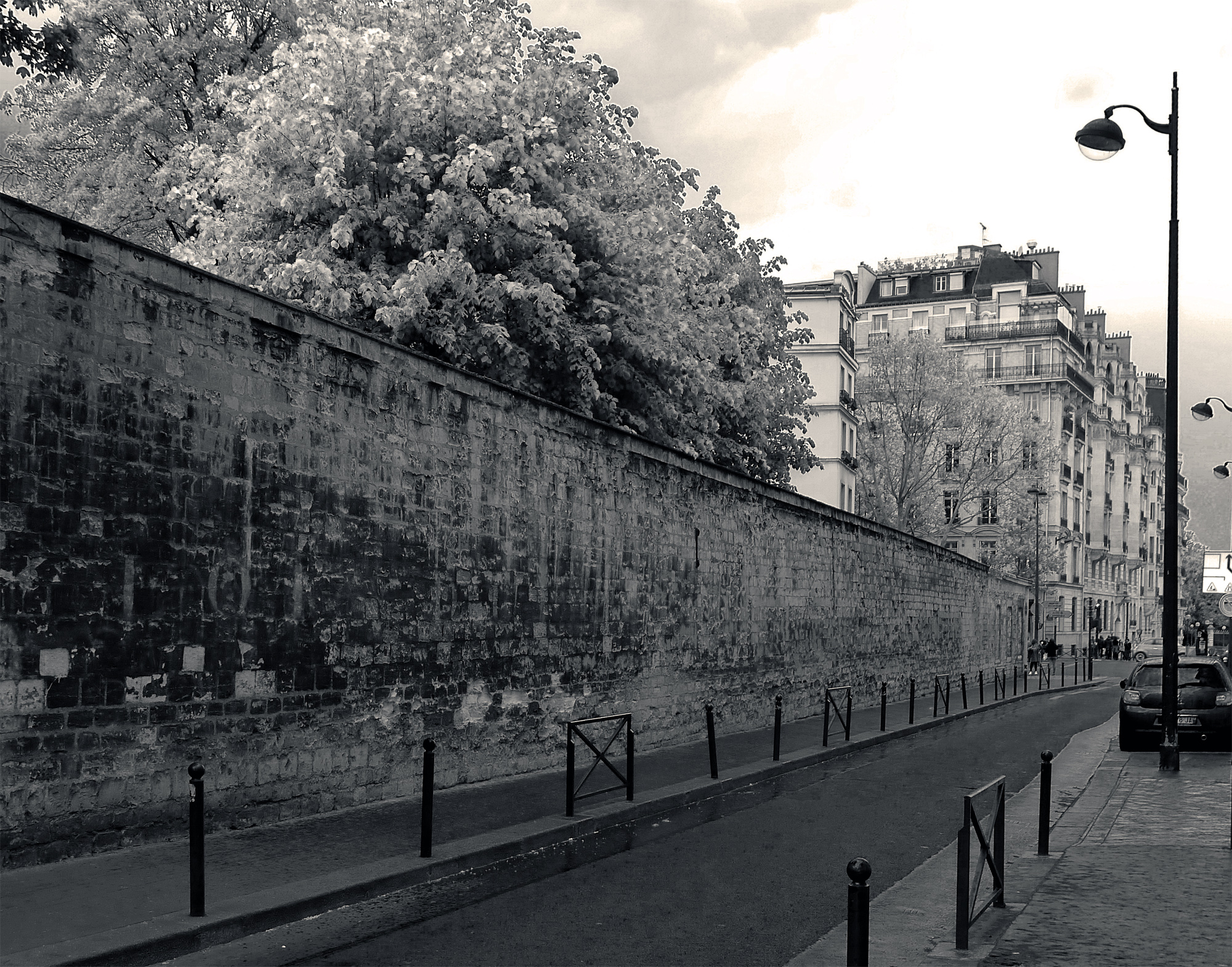
Même vue de la partie basse de la rue, mais en direction du boulevard Saint-Michel.
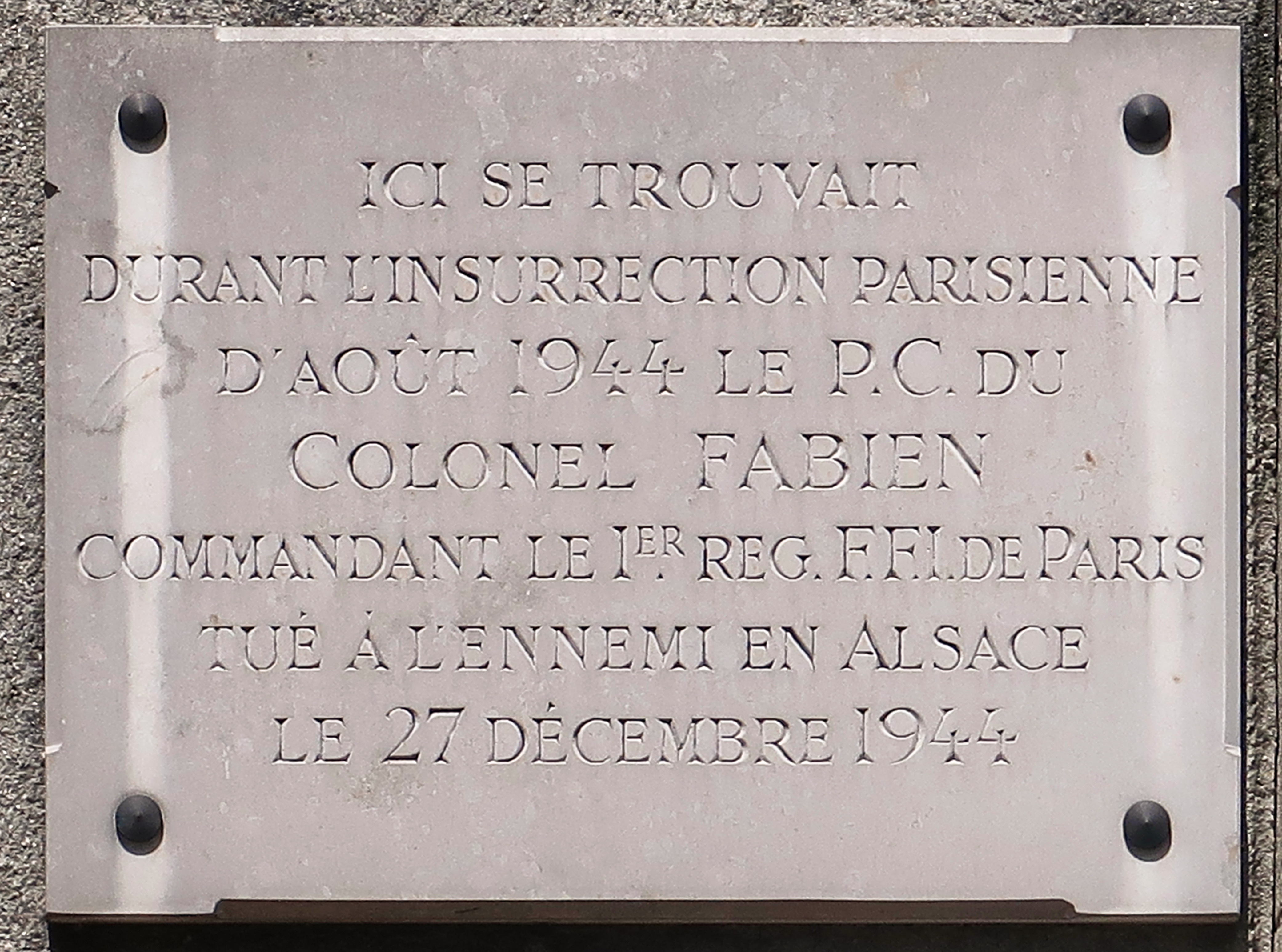
Plaque au no 12.
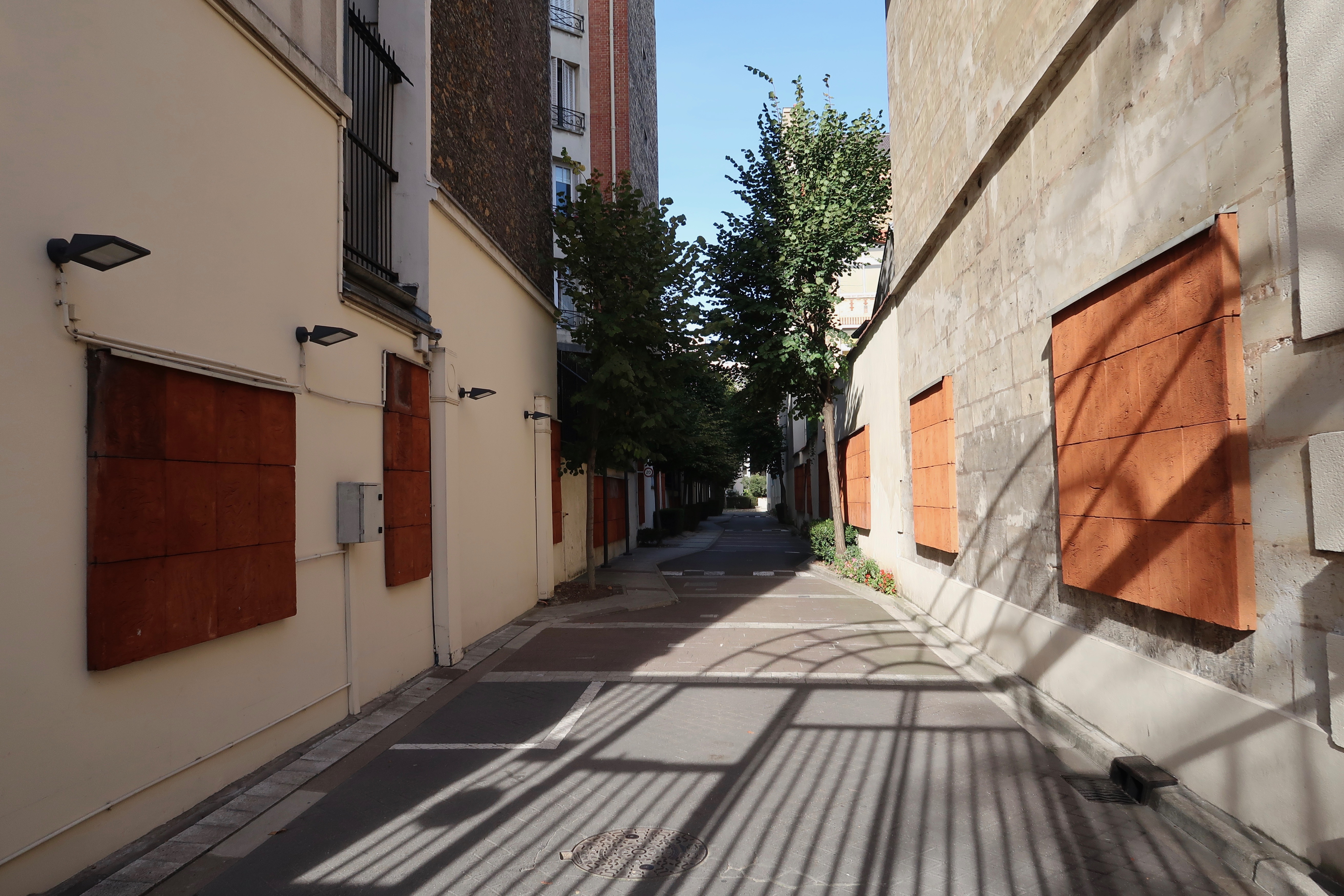
Allée privée au no 12.
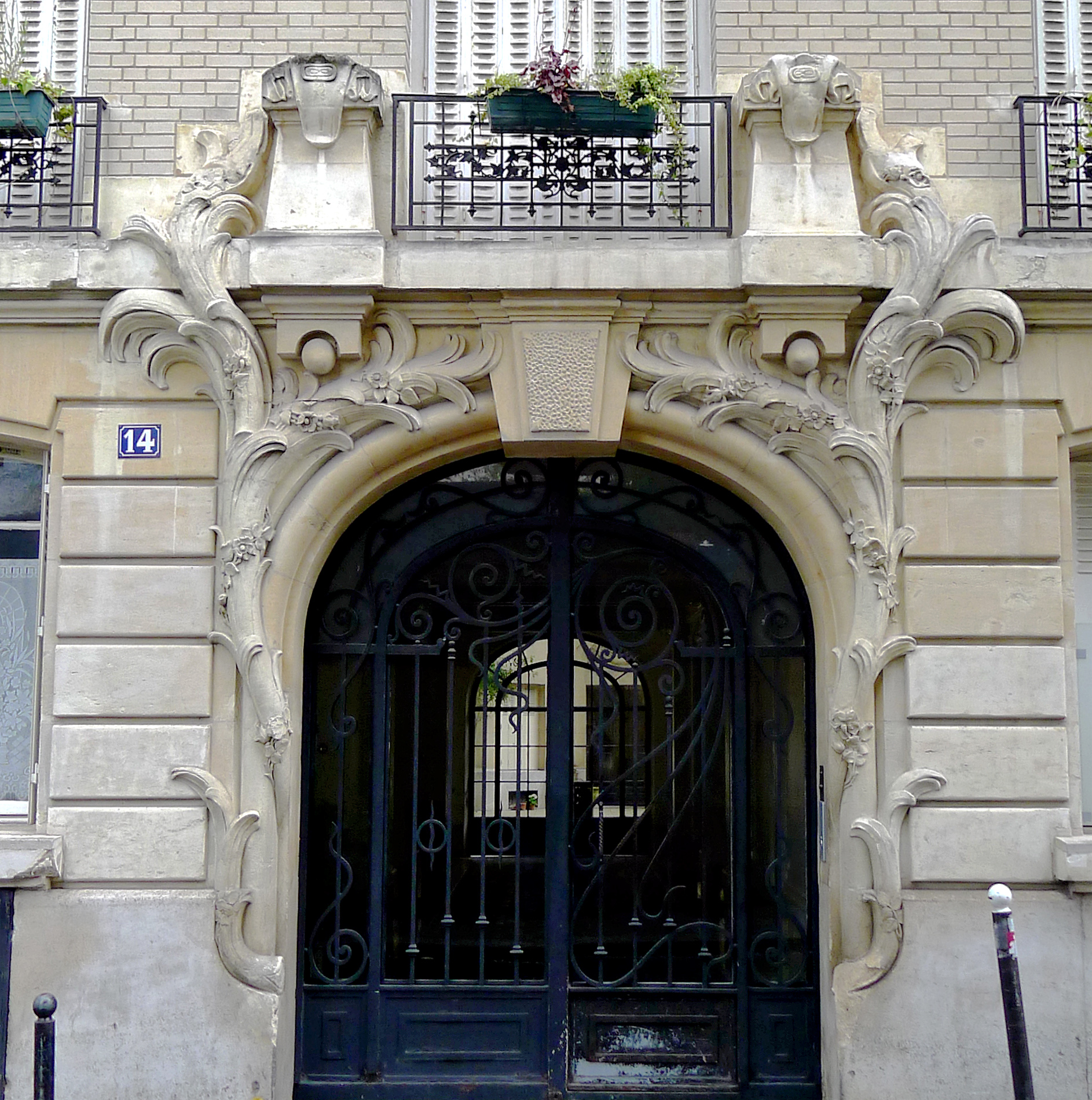
No 14 : portail Art nouveau.